# Municipio de Swanton
El municipio de Swanton (en inglés: Swanton Township) es un municipio ubicado en el condado de Lucas en el estado estadounidense de Ohio. En el año 2010 tenía una población de 3012 habitantes y una densidad poblacional de 52,66 personas por km².

## Geografía
El municipio de Swanton se encuentra ubicado en las coordenadas 41°34′4″N 83°50′50″O / 41.56778, -83.84722. Según la Oficina del Censo de los Estados Unidos, el municipio tiene una superficie total de 57.19 km², de la cual 57,05 km² corresponden a tierra firme y (0,24 %) 0,14 km² es agua.

## Demografía
Según el censo de 2010, había 3012 personas residiendo en el municipio de Swanton. La densidad de población era de 52,66 hab./km². De los 3012 habitantes, el municipio de Swanton estaba compuesto por el 94,19 % blancos, el 2,52 % eran afroamericanos, el 0,17 % eran amerindios, el 0,8 % eran asiáticos, el 0,76 % eran de otras razas y el 1,56 % eran de una mezcla de razas. Del total de la población el 3,62 % eran hispanos o latinos de cualquier raza.